# Biovičino Selo
Biovičino Selo (cyr. Биовичино Село) – wieś w Chorwacji, w żupanii szybenicko-knińskiej, w gminie Kistanje. W 2011 roku liczyła 223 mieszkańców.